# 虎皮鸚鵡
虎皮鸚鵡，又名娇凤、阿苏儿、彩凤，是鸚形目舊世界鸚鵡科虎皮鸚鵡屬下唯一的物種。本物種為澳洲的特有植食性鳥類之一，以其頭部、背部的黑色橫紋，搭配黃、綠色的顏色為其主要特徵。該物種雖由乔治·肖於1805年首先描述，但後由約翰·古爾德將一對活體攜回歐洲後逐漸為人所知，如今是全球飼養最普遍的寵物鳥類之一。
虎皮鸚鵡原生於澳洲內陸的乾旱地區，主要以當地草本植物以及其種子為食。其族群會追逐水源而進行半規則式的移動，而雖然其全年可繁殖，但也仰賴是否下雨決定；一旦降雨，牠們往往就會形成大群找尋食物，並開始繁殖。其繁殖採一夫一妻制，經常利用既有的樹洞或巢箱繁殖，雌鳥在產4—8枚後獨自孵卵，雛鳥在16—20天左右孵化，經雙親照顧30—35天後可離巢學飛及獨立生活。
作為歷史悠久的寵物鳥，如今有許多人工培育的虎皮鸚鵡，牠們在體型、顏色和羽毛特徵上與野生的原種有所不同。雖然其野外族群數量缺乏系統性的調查，但因環境退化及人工水源普及而推測數量仍有所增加，故於《國際自然保護聯盟瀕危物種紅色名錄》中，虎皮鸚鵡被列為無危物種，也亦為少數不在《瀕危野生動植物種國際貿易公約》保護下的鸚鵡。

## 命名與分類

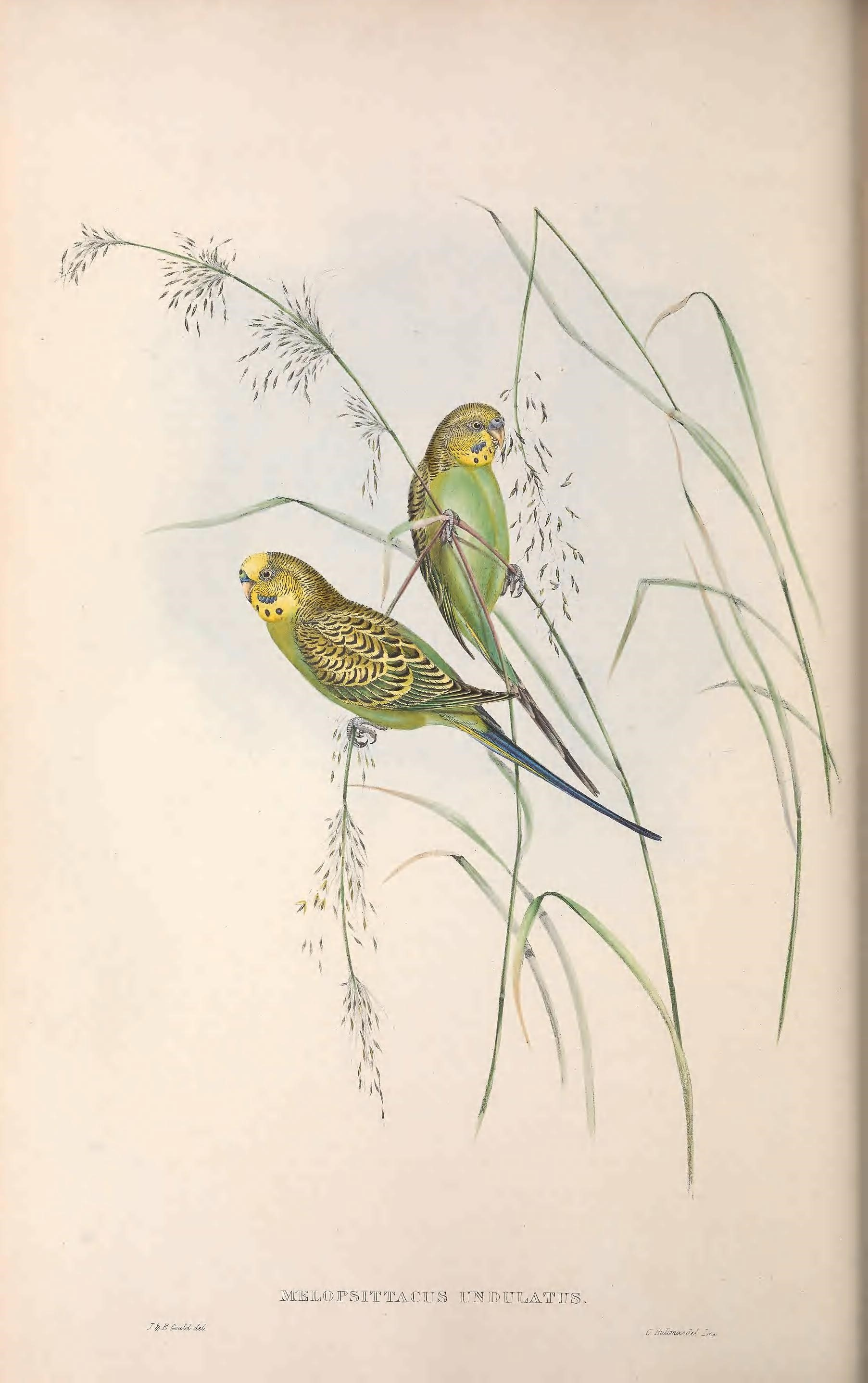
《The birds of Australia》中的虎皮鸚鵡

1791年，歐洲殖民者就已注意到虎皮鸚鵡的存在。後英國動物學家乔治·肖根據一個1792年所採集到的標本，在1805年時以的名稱描述，其種小名取其身上的波浪狀條紋之意。:396當時肖所用的標本已下落不明，但其模式產地被認定位於「新荷蘭」，即新南威爾斯州。
後來，英國鳥類學家約翰·古爾德於1840—1848年間出版的《The birds of Australia》將這個物種移動到了獨立的屬內，成為其現今的學名。其屬名由古希臘語的（意為「歌曲、旋律或樂曲」）及（意為「鸚鵡」）所組成，整體屬名意義為「悅耳鳴唱的鸚鵡」，古爾德當時紀錄虎皮鸚鵡的歌聲與其他鸚鵡相比「最活潑、最悅耳......會整夜不停地歌唱」。
|  | 無花果鸚鵡族 Cyclopsittini                                                       |
|  |                                                                                  |
|  | \| \| 虎皮鸚鵡族 Melopsittacini \| \| \| \| \| \| 吸蜜鸚鵡族 Loriini \| \| \| \| |
|  |                                                                                  |
|  | 虎皮鸚鵡族 Melopsittacini                                                        |
|  |                                                                                  |
|  | 吸蜜鸚鵡族 Loriini                                                               |
|  |                                                                                  |

|  | 虎皮鸚鵡族 Melopsittacini |
|  |                           |
|  | 吸蜜鸚鵡族 Loriini        |
|  |                           |

|  | 無花果鸚鵡族 Cyclopsittini                                                       |
|  |                                                                                  |
|  | \| \| 虎皮鸚鵡族 Melopsittacini \| \| \| \| \| \| 吸蜜鸚鵡族 Loriini \| \| \| \| |
|  |                                                                                  |
|  | 虎皮鸚鵡族 Melopsittacini                                                        |
|  |                                                                                  |
|  | 吸蜜鸚鵡族 Loriini                                                               |
|  |                                                                                  |

|  | 虎皮鸚鵡族 Melopsittacini |
|  |                           |
|  | 吸蜜鸚鵡族 Loriini        |
|  |                           |

在分類學上，這個物種原被認為是澳洲草原鸚鵡族的一員。:281後自1990年代起，經多個於基因、蛋白質、顱骨形態等不同面向的研究指出，虎皮鸚鵡在親緣上實際上離該族關係較遠，而更為接近於吸蜜鸚鵡，因此後被劃入吸蜜鸚鵡亞科下。現在虎皮鸚鵡自成一族，該族由夏尔·吕西安·波拿巴於1857年以亞科的形式所建；且同時為單型種，沒有亞種變化。其目前已知最早的化石出自於早上新世的地層中，約已有400萬年的歷史。
因虎皮鸚鵡的原生种體色主要为黄绿色，头、背为黄色且遍布黑色横纹，故因此得名「虎皮」。而其英文名稱（/ˈbʌdʒərɪˌɡɑːr/，在當地略稱為）的辭源具有爭議，一說來自於漢密爾頓與地區虎皮鸚鵡協會（Hamilton & District Budgerigar Society），該協會主張「此名緣自於『Betcherrygah』，是某一種古老原住民方言中的意為『好食物』的詞語」，且後被大量次級資料重複引用。:326
另一份反對此說的學術性研究則稱，該詞應為「借詞混合語」（由母語和外來語組成的詞彙），由當地原住民語卡米拉羅語中的（即指虎皮鸚鵡），與新南威爾斯皮欽語中的或（意為「美好」、「極佳」，反映了當時這種鸚鵡的美麗、稀有與高價）結合而成。

## 型態特征

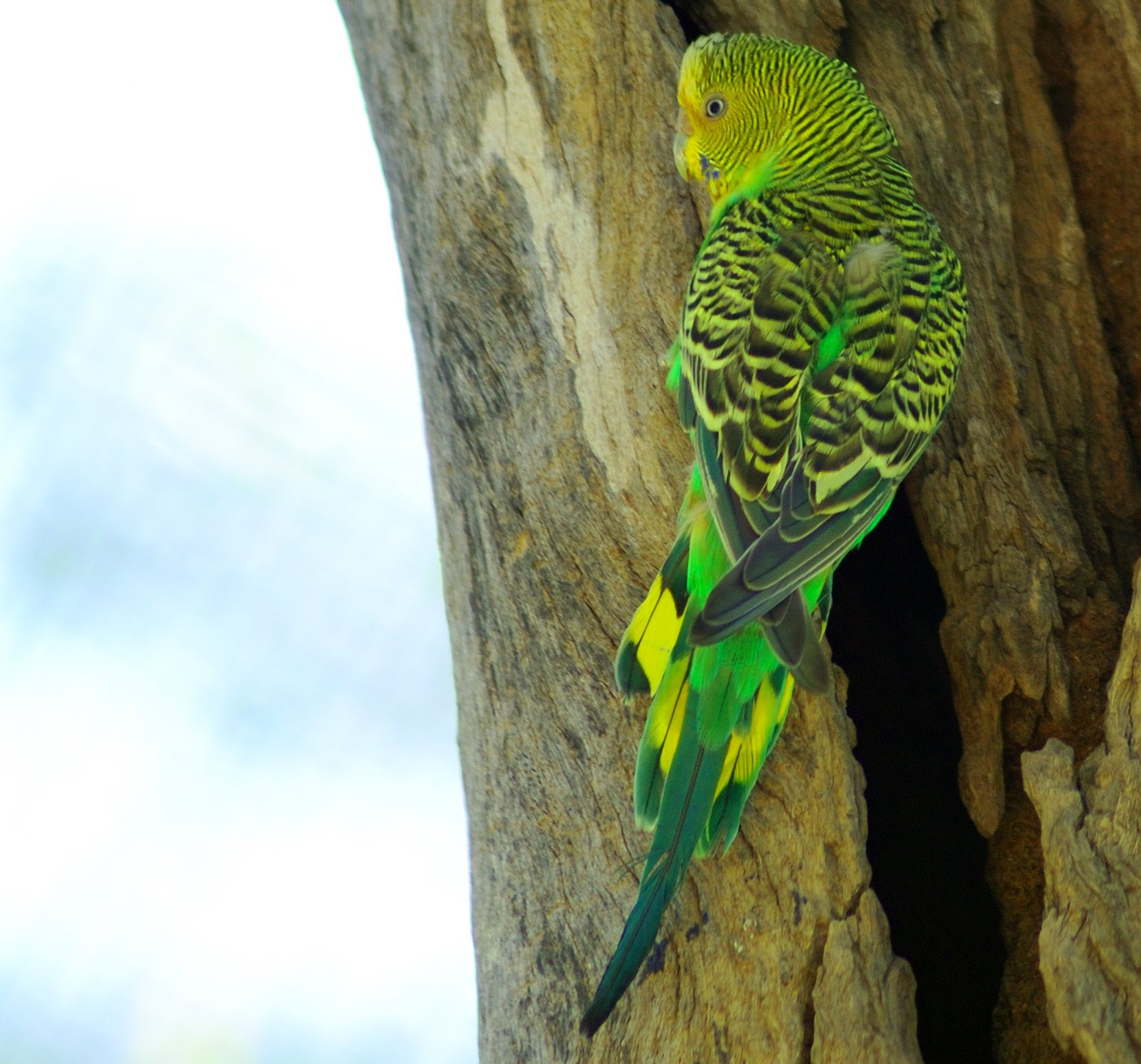
虎皮鸚鵡的背側具有明顯的橫紋，攝於愛麗斯泉沙漠公園

虎皮鹦鹉是一种体形较小的鹦鹉，体长約18—20厘米、體重約26—40公克，其中飼養的個體會略大於野生個體。:384其鳥喙寬平均約7.3公釐、深平均約11.1公釐、嘴峰長平均約12.7公釐，翼展約25公分、翼長平均約9.54公分；跗蹠平均長約12.4公釐，尾長平均約9.32公分。這個物種的野外壽命約7—8年；而圈養環境下其壽命最大可達18—20年之久，但平均約7—15年。
虎皮鸚鵡是極易辨認的鸚鵡，是唯一體型小、具有長尾尖翅，且背部有明顯橫紋的綠色鸚鵡。:368其身上主要由黃、綠、黑三色構成：前額、頭後、臉頰為黃色帶有黑色橫斑形成的鱗狀斑紋；下巴與喉部黃色，喉側有紫色（或蓝黑色）斑點及一排黑色的小斑點。:369主要覆羽、飛羽均為中間黑色、邊緣黃色；翅膀中間具有明顯黃色翼斑；翅膀內側的羽毛為綠色；其餘部分則為淺綠色。尾羽為鮮藍綠色，近基部的羽毛有黃色橫帶。:369這個物種的羽毛可以反射紫外光（如反射出硫黃色的螢光），同時其視覺也可看見紫外光，並對雌鳥在擇偶時產生了影響——雌鳥偏好於能反射紫外光的雄鳥。非羽毛部分的鳥喙褐色，尖端泛黃；虹膜白色；腿爪灰色。:369
成鳥雌雄幾乎相似，惟繁殖期時雌鳥的蠟膜會轉為褐色或米色，而非平常的藍色；兩性的蠟膜皆隨年齡增加顏色變化、轉深。:369而幼鳥也同樣與成鳥相似，但其羽色及虹膜較黯淡，喉部黑斑不明顯或缺失，額頭有橫斑，約3—4個月之後就會更換為成鳥羽毛。:369

## 生态环境及遷徙

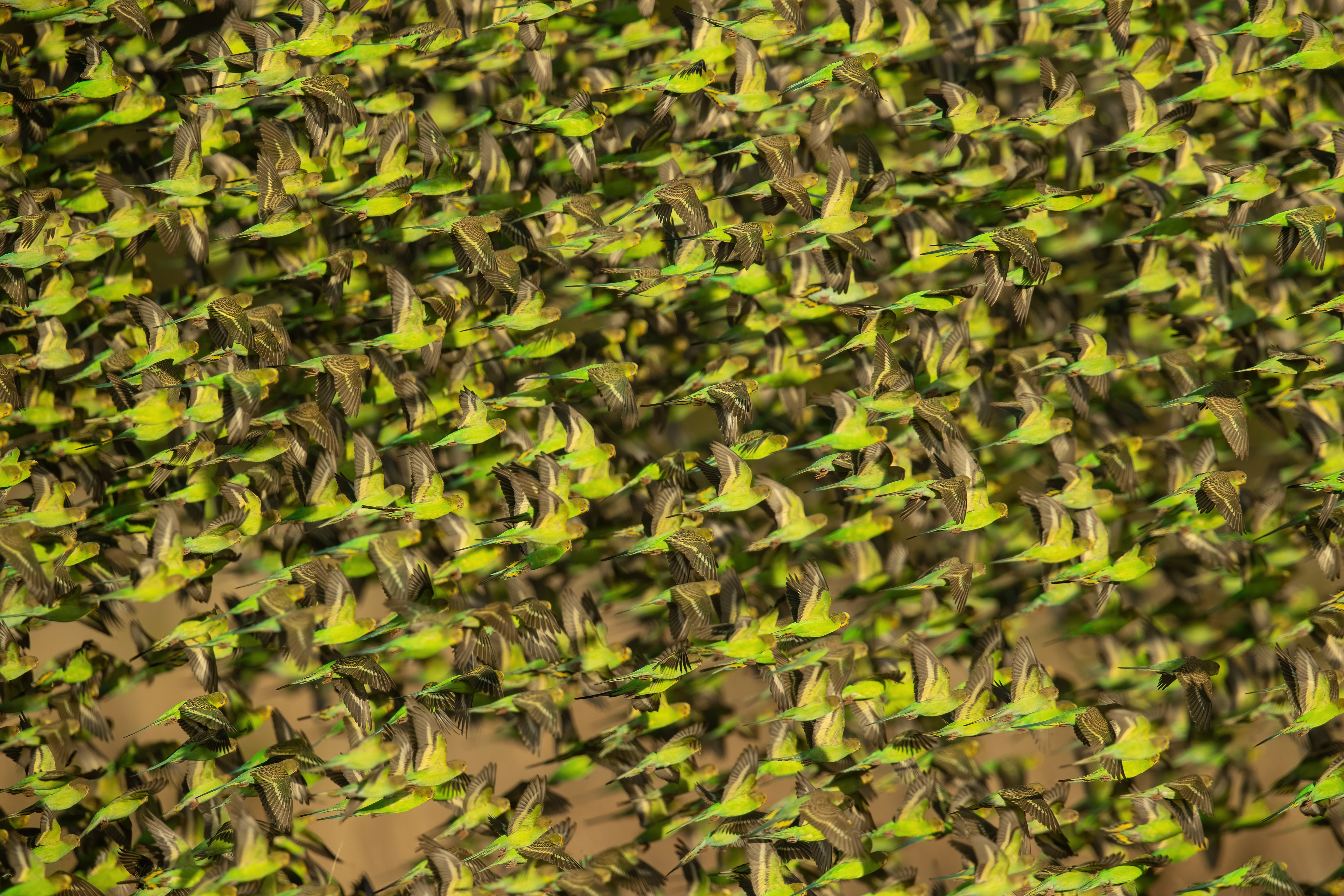
攝於新南威爾斯州芒特霍普

虎皮鸚鵡是澳洲特有的鳥類，主要棲息於澳洲內陸，大分水嶺以西約200萬平方英里的土地中，而不見於極西南、北領地北部、塔斯馬尼亞與本土東岸大部分地區。這個物種是適應於多種乾旱生境中的鳥類，例如生有鬟刺属、桉树、相思树属植物的開闊草原、河岸林地、農田、甚至沙漠，偶爾可見於沿岸地區，但會避開濃密的森林。:369:384
這個物種是游牧性的鳥類，雖能長時間不飲水生存，但少見於離地表水源太遠的地區，且往往會追隨著水源移動。:369牠們經常大規模遷入半乾旱或半濕潤地區，在當地春末或初夏時遷入新南威爾斯州西部與維多利亞州，於冬季離開。:369其族群數量不定，通常以數隻至100隻的規模出現，但當經歷大雨之後，大規模的族群（可上達15000隻）可能會為了遇雨成長的草本植物而聚集在一起。其數量之大甚至可能發生後到的個體將先來飲水的鳥隻壓進水裡的狀況。中午等較炎熱高溫的時刻繪在樹蔭下休息躲避，但仍在1932年或2009年極端高溫（達攝氏42度）發生時造成了大量死亡的情況。:369雖然知道虎皮鸚鵡有能力長距離在內陸遷徙，但其移動方向受降水影響而參雜規則與不規則的成分，因此各地的數量增減不一；但倘若遭遇異常乾旱，也有可能會大群出現在平常少見的昆士蘭州東部地區。

## 行為

### 飛行
虎皮鸚鵡飛行快速而不規則（有時被描述成上下起伏式的波狀飛行），但其群體飛行則呈高度協調，能精準同步轉向。大型鳥群飛行時較為快速且不規則；而小群體則相對速度較慢，但轉彎也更平順。這類群飛行為可提高尋找食物的效率，也可干擾掠食者，使其難以鎖定單一目標下手。

### 食物

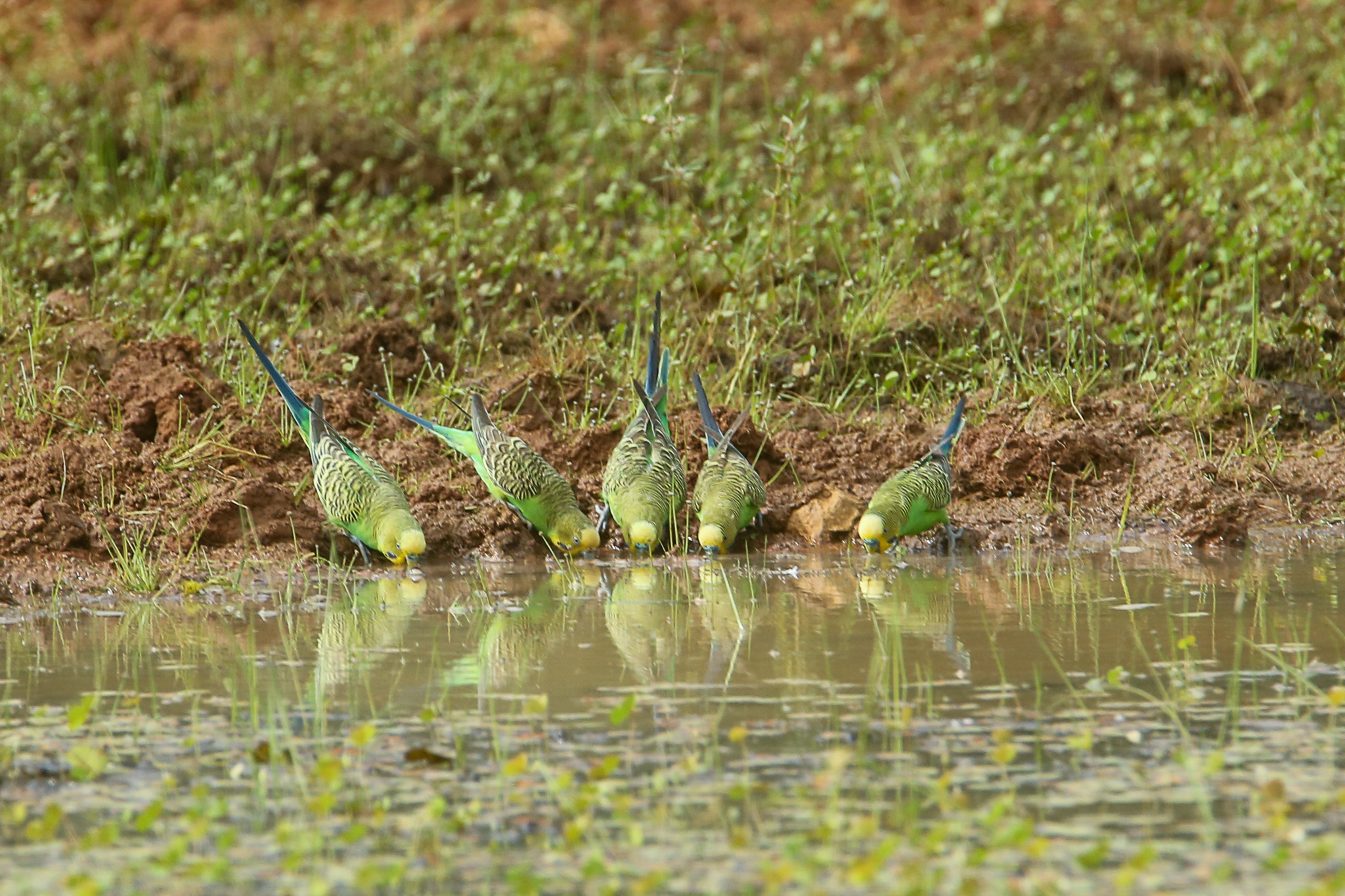
一群正在飲水的虎皮鸚鵡，攝於昆士蘭州

虎皮鹦鹉主要以草本植物本身及其種子（如米切爾草、鬟刺属、藜亚科植物等，多為禾本科植物的種子）為食，也會取食小麥等農作物，多在地面上或近地處撿食。:384在澳洲中東部內陸，其族群僅食地面植物的種子，種子長度介於0.5—2.5公分之間。:384牠們主要在清晨與傍晚時分覓食，白天最熱的時候通常停棲於樹蔭中休息。因種子為主食的緣故，這個物種會需要額外飲水以補充水分，因此其日常生活常有與其他鳥類一同於水槽或水坑飲水的畫面。其一日的飲水需求約占其體重的5.5%，而當天氣越熱，其飲水量就會越大，其中攝氏45度時的飲水量是25度的16倍。:311

### 繁殖

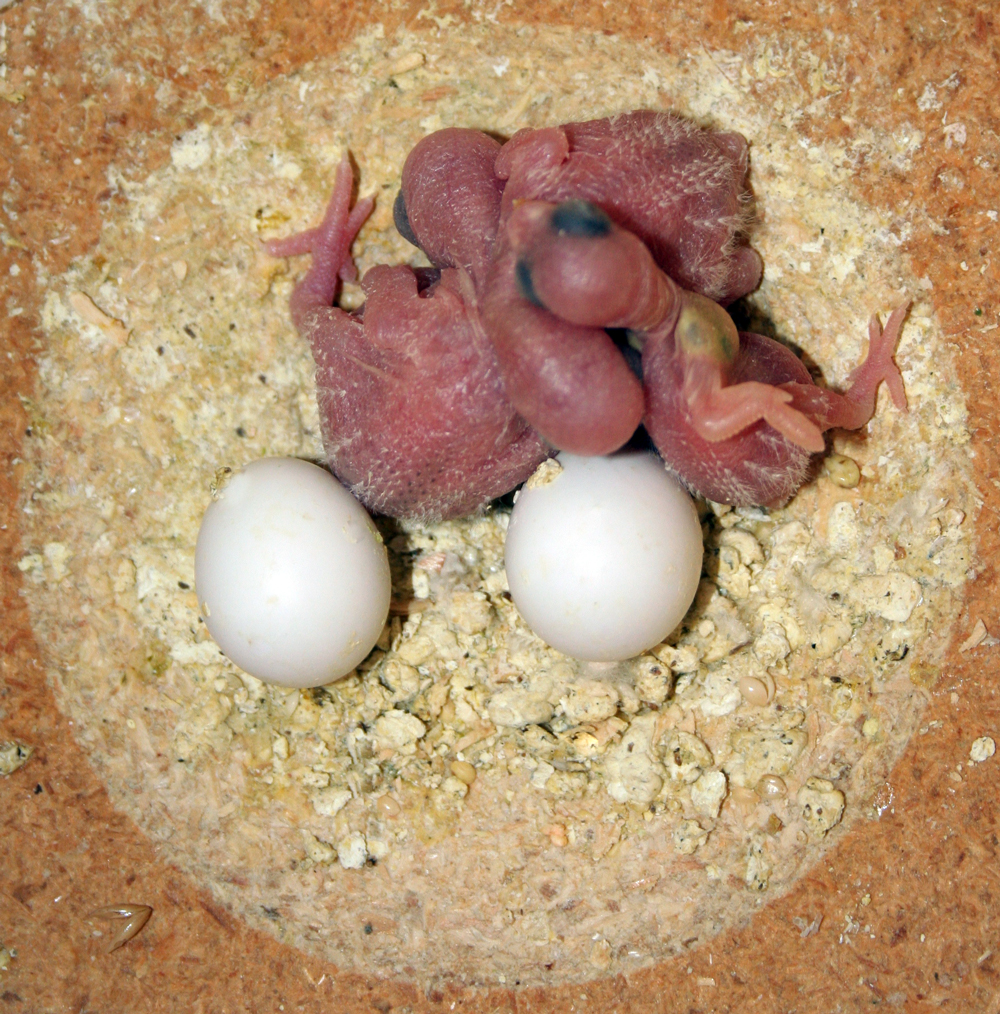
巢箱內的卵及雛鳥

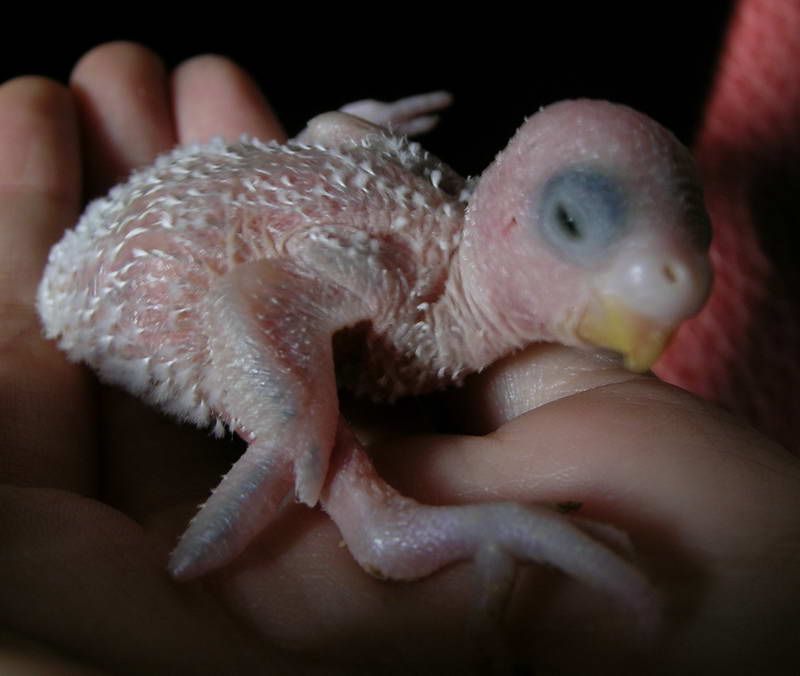
出生11天的雛鳥

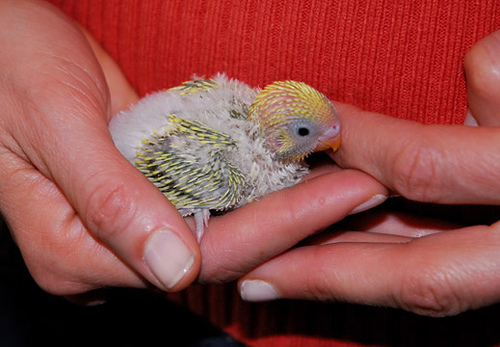
出生約三週的雛鳥

虎皮鹦鹉為一夫一妻制，且全年可繁殖也能一年多次繁殖，若當地食物充足則更容易發生繁殖行為，但常與草籽的成熟期同步（縱使剛好虎皮鸚鵡正在進行極耗能量的換羽時也是如此），是一種機會繁殖者。:369在澳洲北部多發生於冬季的6月至9月，在南部則多見於春、夏季的8月至翌年1月之間。:369偶有記錄顯示牠們會行偶外交配，推測可能是雌鳥為了獲得更多育雛協助。
這個物種會在既有的洞穴或樹洞內築巢，如籬笆柱、枯木或桉樹上，由洞穴內自然擁有的腐朽木屑、鳥糞及其他柔軟材料構成墊料，偶有草莖或者其他鳥類的羽毛出現。因其行群體繁殖，多個巢穴可能集中在同一棵樹上，巢之間距離約3到5公尺。
每巢产卵4—8枚，卵白色而有光泽，長在7.2—19.6公釐、寬14.1—15.4公厘之間。:369雌鸟獨立孵蛋，在16—20天後雛鳥孵化，剛出生的雛鳥全身無毛、全盲。之後由雄鳥尋找食物，雌鳥在頭幾天以嗉囊乳照顧雛鳥，之後同雄鳥一起出去取食；之後依序於第5天在翅膀長出羽莖、第11天開始長出初級飛羽、第24天時全身羽毛即發育完成。30—35天後幼鸟可离巢学飞、幾天後能獨立生活。:369
在約5—6个月齡即可达到性成熟，是鸚鵡中較快可繁殖的種類，原因則是為了適應澳洲內陸較為極端的環境。:24大致上，虎皮鸚鵡的繁殖成功率約在五、六成之間。

### 叫聲
虎皮鸚鵡飛行時會發出悅耳的「tirrrit」、「tir-rit, tirit」；起飛時則是快且刺耳的「tzzit-tzit-tzit, tzt-zt-zt」。進食時亦會發出多樣的鳥囀。平時若未受干擾，是一種會持續喋喋不休地鳴叫的鳥類。研究表明，圈養的虎皮鸚鵡可持續改變其鳴聲中某些音節的結構，以適應社會同伴的叫聲（雖然野生個體沒有模仿其他鳥類的紀錄）；而其善於模仿人聲的原因也類似於此，牠們似乎將人聲視為一種修改過的鳥叫聲，並可以以最小的幅度改變其鳥叫聲為人聲。

## 天敵與威脅
虎皮鸚鵡因數量豐富而常為被捕食的目標之一，牠們是澳洲內陸猛禽的重要食物來源之一，其他天敵包含屠夫鳥、巨蜥及一些毛皮掠食動物。有觀察指出树燕、澳洲裸鼻夜鹰會占據其巢導致繁殖失敗。
澳洲內陸的極端高溫或乾旱也是會造成其大量死亡的因素之一。:369在2019年—2020年澳洲叢林大火發生期間，虎皮鸚鵡受到過度乾旱及大火的影響而在新南威爾斯州失去蹤影，但隨之2020年2月開始降雨，這些族群再度回歸並出現爆炸性的繁殖現象。
做為寵物鳥的虎皮鸚鵡則容易罹患代謝與消化相關的疾病。

## 族群狀態與保護
在早期，虎皮鸚鵡因做為寵物的原因遭大量輸出至國外，帶動貿易熱潮，一位貿易商曾言其在「1885年至1909年間，每年平均出口約40000隻鳥，其中壓倒性多數為虎皮鸚鵡」，該熱潮隨後借保育運動的興起，於1900年後得到了一定控制。到了現代，虎皮鸚鵡的族群數量於1998年的資料預估約有至少500萬隻，雖然進入21世紀後其族群並未有實際測量，但2021年的模型預測中估計有近6000萬隻的數量。:369據信其族群數量受到環境退化的影響而得益（例如逐漸深入內陸的畜牧業、農業所設置的永久性水源使其可生存於原本缺水的地區），正持續增加中。:384在一些有利的年份中，其族群密度足以遮蔽天空及陽光，且曾有壓斷直徑4公分的樹枝的紀錄出現。:384
做為著名且早有飼養紀錄的寵物鳥，其籠養的逃逸個體遍布全球。但其外逃的個體多並未能建立出穩定的族群，而沒有進一步形成具威脅的入侵種。:3691950年代時，美國佛羅里達州墨西哥灣沿岸曾有數千隻個體遭蓄意放生所形成的野化鸚鵡族群，是其原生地以外唯一的大型繁殖族群。該族群後在1970年代末發展成多達20000隻的規模，但迅即崩潰，最終於2014年絕跡，其消失原因據推測應為適合其繁殖的人工巢箱減少，並與體型接近、同樣為外來種的家麻雀競爭有關。
因虎皮鸚鵡極大的原生分佈範圍及全球數量持續增長的趨勢，在《國際自然保護聯盟瀕危物種紅色名錄》為無危物種。在《瀕危野生動植物種國際貿易公約》中，該物種為現今為少數並未被列入附錄中的鸚形目成員之一。

## 飼養

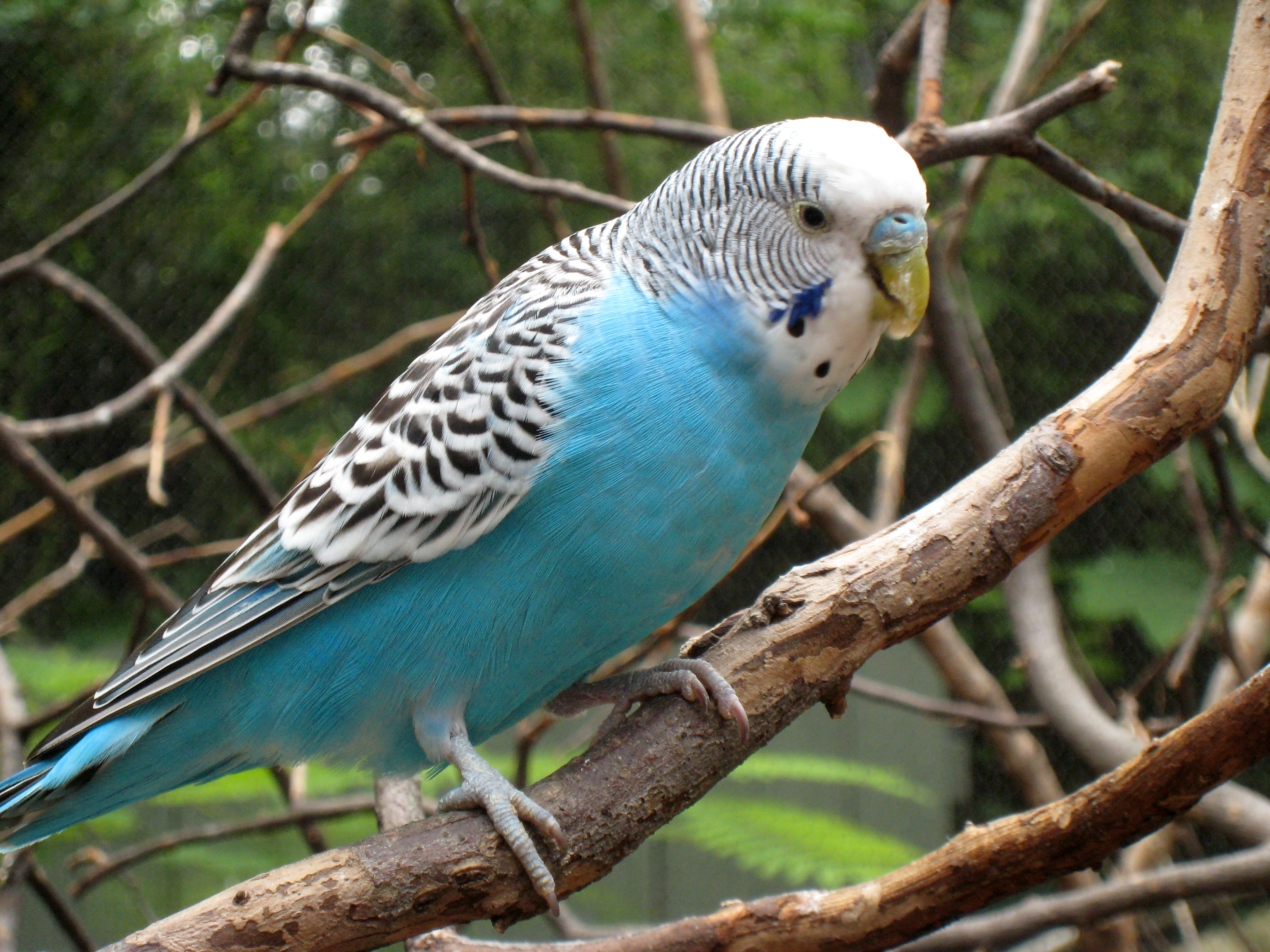
藍色品系的虎皮鸚鵡

在古爾德於1840年時將虎皮鸚鵡的活體帶回英國後，因其繁殖容易的特性迅速成為了富有人家的寵物，並在數十年後飛入平民百姓家，成為全世界最受歡迎的鳥種。如今，虎皮鸚鵡是澳洲數量最多的海外物種，是「世界上行銷最成功的寵物」之一。2015年的報告聲稱其飼養數量僅次於家貓與家犬，而當前海外數量已經足夠龐大，可以圈養的方式繁殖下一代以維持其商業規模。:37名人如玛丽莲·梦露、裕仁天皇、第十四世达赖喇嘛都曾獲得或飼養過這種鳥類。其最早的飼養俱樂部於1925年在英國倫敦建立，為今日「虎皮鸚鵡協會」（The Budgerigar Society）之前身。
虎皮鹦鹉是常被推薦為適合新手飼養的鳥類之一，其社交性強、活潑好動、個性愛玩、愛吃，聲音也不大。但仍需注意這種鳥類因為其高度社會化的原始習性，若不給予足夠的時間陪伴可能會導致成長上不健康；且面對行動粗魯的小孩時，虎皮鸚鵡也較為脆弱，另雖其咬力不大，但仍可能咬傷幼童的手指。
在說話的方面，雄鳥的話遠多於雌鳥，且能力不亞於其他鸚鵡，有個體甚至擁有可以背誦完整地址的能力。生活於1950—1960年代的虎皮鸚鵡Sparkie Williams曾以583個詞彙的說話能力獲得「最會說話的鳥」的吉尼斯世界纪录，後來牠成為了英國鳥飼料廣告的代言鳥，還錄製了一張獲得20000張銷售量的唱片；這隻鸚鵡死後被製成標本，現於汉考克大北方博物馆展覽。而另一隻曾生活於1990年代加利福尼亞州的虎皮鸚鵡Puck雖然僅活了五年，但也有著1728個詞彙的說話能力。
自1870年代起，第一批具有不同顏色的虎皮鸚鵡於比利時的鳥舍中出現後，寵物界就引發了對色彩品種的熱潮。如今，虎皮鸚鵡的品種已多達5000多个品系、超過1000種配色（但尚無紅色相關的配色），而這些品系可分為四個大類型，分別為：具有同野生個體黑色橫紋的普通种、背面的黑斑纹消失或淡化的高级种、體型明顯較野生個體大的大型种，及身体局部的羽毛捲曲的卷毛种。

## 文化與流行

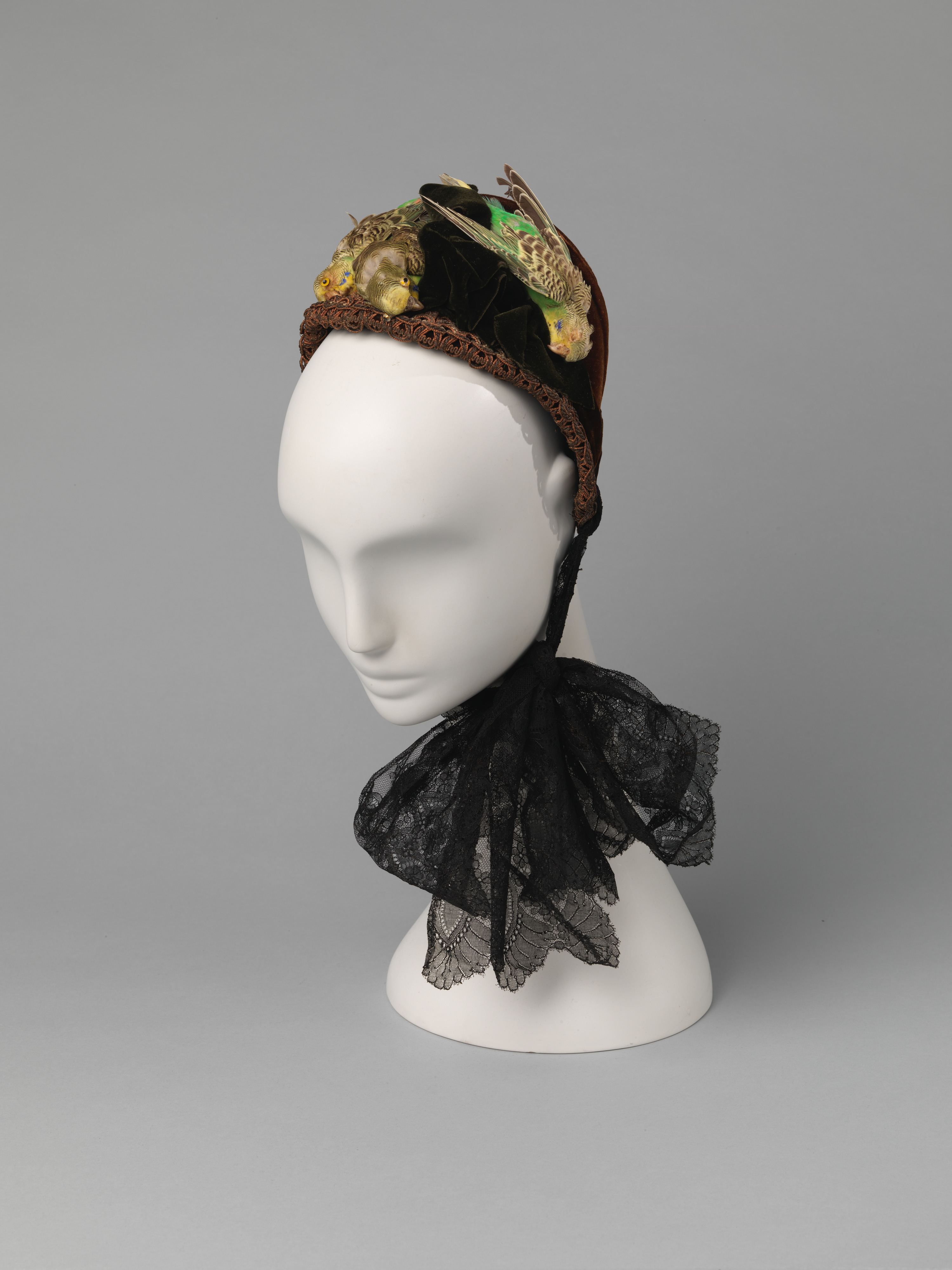
大都會藝術博物館所藏於19世紀製作的虎皮鸚鵡巾帽

虎皮鸚鵡繼承了許多鸚鵡在文化中的普遍象徵意涵：民間傳說中，若鸚鵡開始吹口哨，代表即將下雨，而當地的沙漠部落也利用其追逐水源的習性以尋找食物與水源；而殺害鸚鵡被視為不吉利的行為。在澳洲原住民所信仰的梦创时代裡，虎皮鸚鵡常成為其藝術主題，也常做為部落法律的見證者。虎皮鸚鵡在過往也曾被做為餡餅及油炸食用，其大量羽毛、甚至整隻鳥在19世紀時的時尚狂熱中也淪為犧牲品之一，但現已得到改善。1953年，BBC長壽廣播劇阿徹一家出現了虎皮鸚鵡之後，其形象快速嵌入大眾文化之中，並出現在各種品牌上。

## 延伸閱讀
- Harris, Sarah; Baker, Don. . Allen & Unwin. 2021. ISBN 978-1760875480 （英语）.
- Olsen, Penny. . National Library of Australia. 2021-11-01. ISBN 9780642279606 （英语）.

## 外部連結
- 维基共享资源上的相關多媒體資源：虎皮鸚鵡
- 維基物種上的相關：虎皮鸚鵡